# Günter Zemla
Günter Zemla (* 18. Mai 1921 in Groschowitz, Landkreis Oppeln; † 3. November 2000 in Berlin) war ein deutscher Lehrer und Politiker (CDU). Von 1967 bis 1985 war er Mitglied des Abgeordnetenhauses von Berlin.

## Leben und Wirken
Günter Zemla, geboren in Oberschlesien, besuchte bis 1938 eine Oberschule und wurde 1940 in den Reichsarbeitsdienst eingezogen. Anschließend musste er zur Wehrmacht und geriet später in Kriegsgefangenschaft. Nach dem Zweiten Weltkrieg machte er ab April 1946 einen Neulehrerkursus beim Magistrat von Groß-Berlin und begann im Dezember seine Tätigkeit als Lehrer im Berliner Bezirk Reinickendorf. Die Lehrerprüfungen absolvierte er 1948 und 1953. Im Oktober 1955 erhielt Zemla die Ernennung als Lehrer und Beamter auf Lebenszeit. Im folgenden Jahr trat er der CDU bei. 1960 rückte er in die Bezirksverordnetenversammlung von Reinickendorf nach, der er bis 1963 angehörte. Von 1963 bis 1967 war er dort Bürgerdeputierter. Bei der Berliner Wahl 1967 wurde er in das Abgeordnetenhaus von Berlin gewählt, dem er bis 1985 angehörte. Von 1967 bis zu seiner Pensionierung war Zemla Rektor der 5. Grundschule (Kolumbus-Grundschule) in Reinickendorf. Er war zudem von 1960 bis 1965 und ab 1937 Ortsvorsitzender der CDU von Borsigwalde. Günter Zemla war verheiratet und hatte ein Kind.